# White Knuckle Ride
White Knucke Ride is een nummer van de Britse alternatieve groep Jamiroquai. Keyboardspeler Matt Johnson en zanger Jay Kay schreven het nummer samen. Kay nam de productie voor zijn rekening. In oktober 2010 werd het uitgebracht als leadsingle voor het album Rock Dust Light Star.

## Achtergrond
Volgens de website van Jamiroquai is White Knuckle Ride 'een geweldig retrospectief over Jay's carrière-ervaringen - een waarschuwend verhaal dat net zo toepasbaar is op ieders leven in deze snelkookpantijden'. Hier refereert de titel ook aan. Wanneer iemand tijdens een spannend moment in bijvoorbeeld een auto of een pretparkattractie zich vastgrijpt aan een leuning, worden de knokkels witter.

## Hitnoteringen
White Knuckle Ride bereikte als hoogste notering de eerste plek van de hitlijst in Italië. Daarnaast lukte het in geen land om de top tien van de nationale hitlijsten te bereiken. In de Nederlandse Top 40 was de hoogste plek de vijfentwintigste. Hier bleef het één week staan voor het weer wegzakte en in totaal stond het drie weken in de Top 40. In de UK Singles Chart in het vaderland van Jamiroquai kwam het nummer tot de negenendertigste plek.

### Nederlandse Top 40
| Positie: | 33 | 25 | 32 | uit |